# Црква Свете великомученице Недеље у Слапашници
Црква Свете великомученице Недеље једнобродна је грађевина у селу Слапашници, општини Братунац, Република Српска. Припада епархији зворничко-тузланској, а посвећена је Светој великомученици Недељи.
Градња храма започета је 2009. године према пројекту грађевинског предузећа „МД Преић-Бијељина” из Бијељине. Темеље је осветио Епископ зворничко-тузлански Василије 6. септембра 2009. године. Храм је зидан ситном циглом, покривен је бакром и има централну куполу и звоник са два звона. Храм је 5. септембра 2010. године осветио Епископ Василије.
Према народном предању, у овом месту је постојао храм у правцу шуме зване Добозик, али нема прецизнијих података о овом казивању.
Иконостас је израдио Ђорђе Ранковић из Ваљева, а иконе је осликао Горан Пешић из Чачка. У близини храма налази се монтажни објекат димензија 12 × 6 m који служи као светосавски дом.